# Ferrovia di Moura
La ferrovia di Moura (in portoghese Ramal de Moura e in origine parte della Linha do Sueste) è una ferrovia a scartamento iberico che collegava Moura a Beja, sulla ferrovia dell'Alentejo, in Portogallo.
Venne dismessa nel 1990.

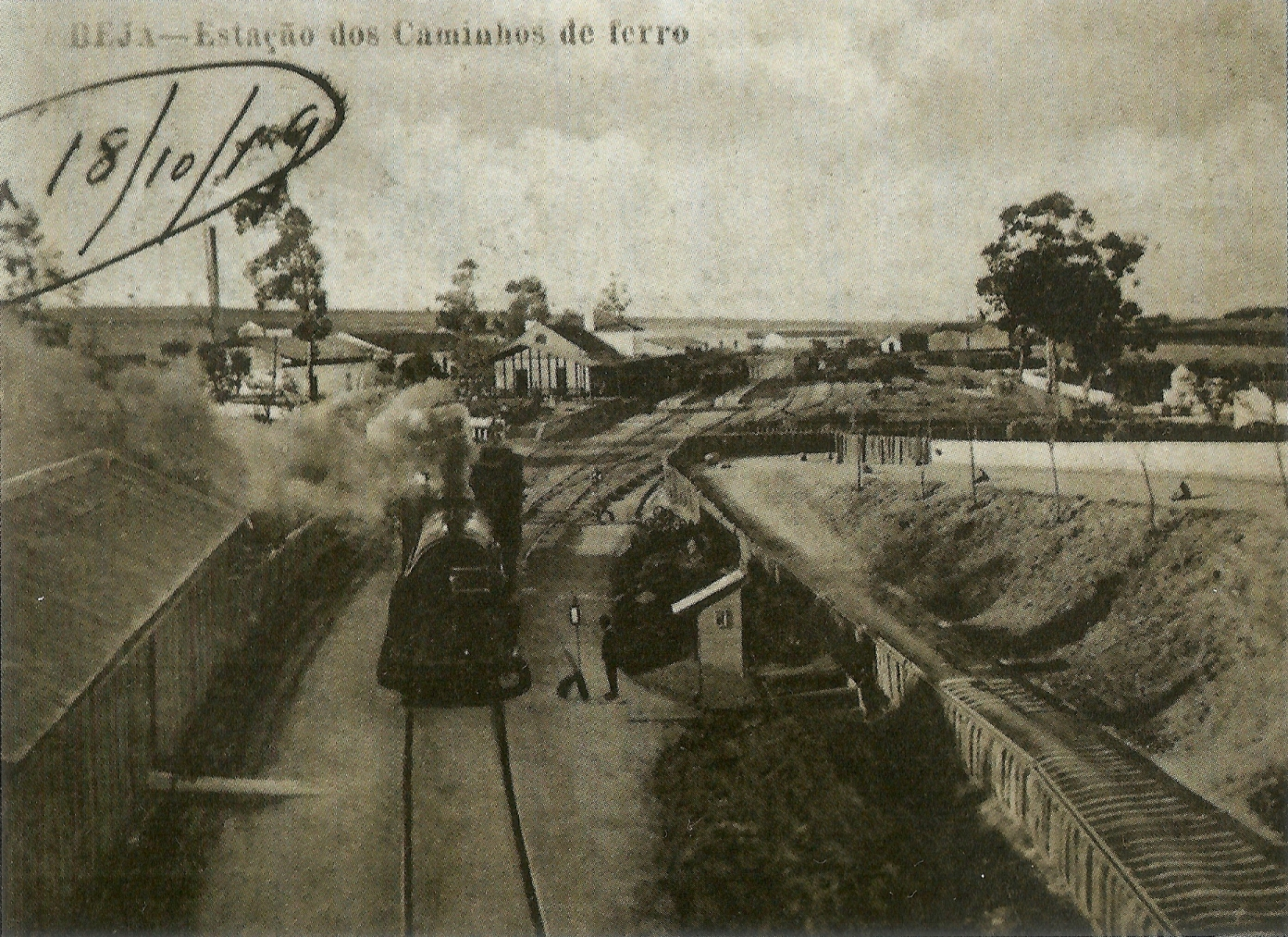
Stazione di Beja in una cartolina del 1919

La linea raggiunse Quintos il 2 novembre 1869, Serpa il 14 aprile 1878, Pías il 14 febbraio 1887 e Moura il 27 dicembre 1902.

## Storia

### Prodromi
Un collegamento via ferrovia della regione dell'Alentejo a Lisbona venne concepito nella seconda metà del XIX secolo in quanto utile al trasporto delle produzioni agricole pertanto si pensò di unire Beja e Évora alla sponda sud del Tago per creare quivi un approdo dal quale raggiungere Lisbona. Nel 1854 il progetto venne affidato alla Companhia Nacional dos Caminhos de Ferro ao Sul do Tejo. Nel 1859 il governo contrattò con la Companhia dos Caminhos de Ferro do Sueste l'esecuzione della Vendas Novas -Beja e la corrispondente per Évora. La linea per Beja fu inaugurata il 15 maggio 1864 tuttavia le due concessioni avevano il difetto di avere scartamento differente con obbligo di trasbordo a Vendas Novas. Il governo trovò la soluzione nazionalizzando la Companhia ao Sul do Tejo rivendendo le sue linee alla Companhia do Suestes con la clausola che avrebbe dovuto completarle e uniformare lo scartamento.

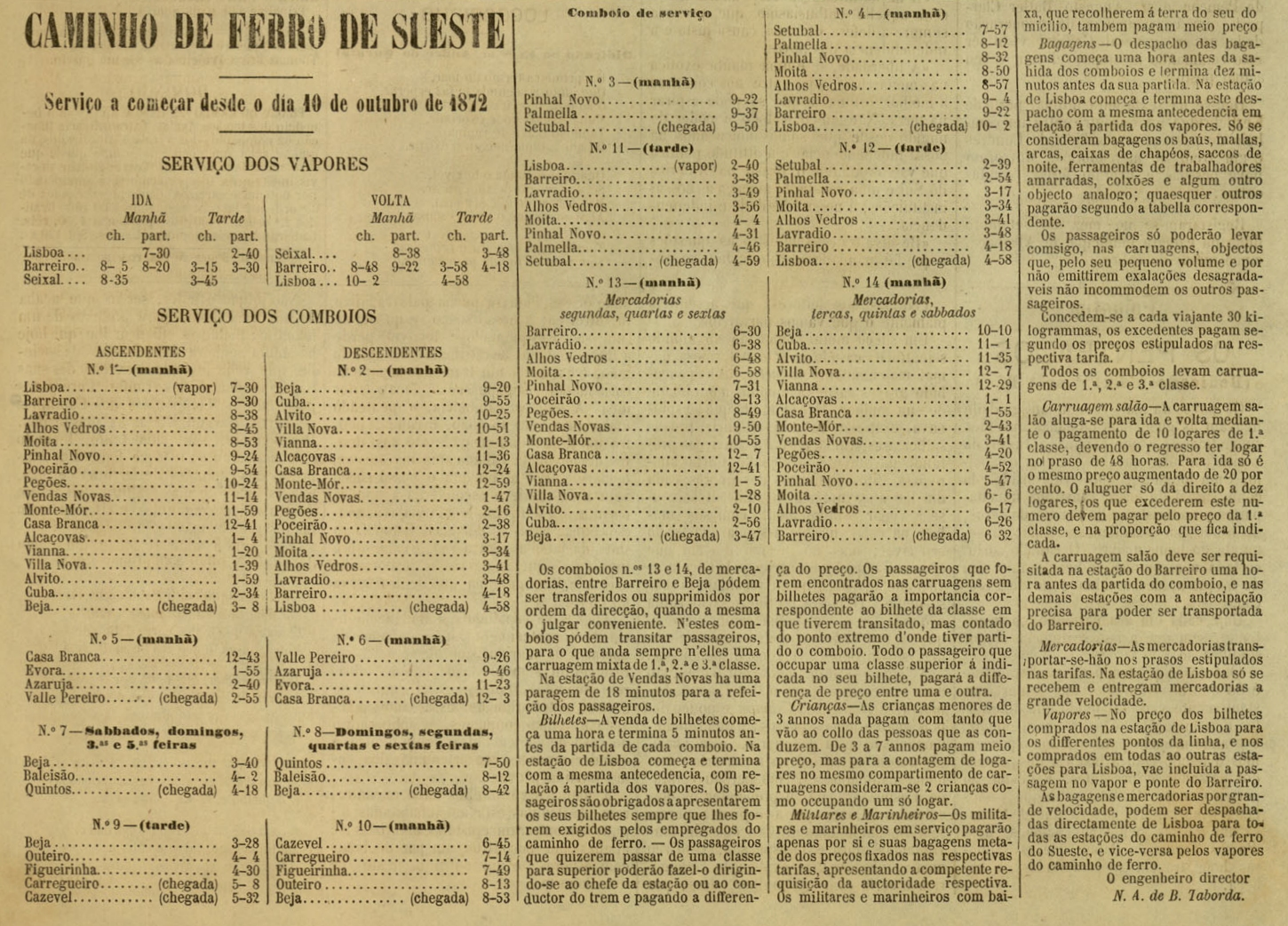
Orario dei treni della C. do Sul e Sueste nel 1872. Quintos è stazione terminale

### Tratta tra Beja e Pias
Nel 1864 la Companhia do Sueste ottenne una concessione per il prolungamento Beja-frontiera spagnola (sulla direttrice di Siviglia) passante per Quintos. Tale ferrovia si sarebbe collegata al porto di Huelva con la ferrovia spagnola.
La Companhia do Sueste tuttavia entrò in seria difficoltà economica per cui le sue linee furono nazionalizzate nel 1867; il completamento della costruzione delle linee fu assunto quindi dallo Stato; la prima sezione della Linha do Sueste, tra Beja e Quintos entrò in servizio il 2 novembre 1869, la prosecuzione per Serpa il 14 aprile 1878.
Nel 1884 iniziarono gli espropri per la tratta Serpa-Pías e il 14 febbraio 1887 era stata ultimata.

### Tratta Pias-Moura
Nell'estate del 1897 un disegno di legge incluse, tra le altre costruzioni anche la tratta Pias-Moura.
Come per altri anche in questo caso vi furono richieste e varianti progettuali. Il "Plano Geral da Rede ao Sul do Tejo" approntato il 15 maggio 1899 e pubblicato il 27 novembre 1902 considerava la tratta Pias-Moura comune alla Linha do Sueste e alla Linha do Guadiana (nome dell'tronco Évora-Pomarão. Tramontava definitivamente l'idea di raggiungere la Spagna declassando la linea al solo interesse locale.
Nonostante i finanziamenti promessi la linea non veniva ancora costruita e numerose iniziative locali premevano perché iniziassero i lavori.

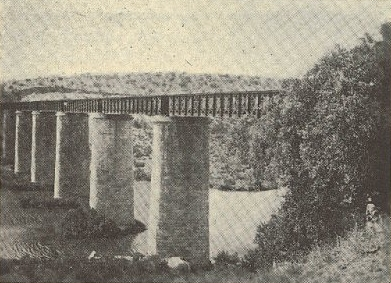
Ponte sul Guadiana

#### Costruzione
Il 29 luglio 1901 fu aperta una gara d'appalto per la costruzione del sedime che fu vinta da 5 imprese.
Nell'aprile 1902 le Caminhos de Ferro do Estado pianificarono la costruzione del tratto; i lavori iniziarono con previsione di completarli nel mese di settembre. Nel maggio 1902 furono banditi i concorsi per la realizzazione della stazione di Moura e di alcune infrastrutture di linea.
I lavori tuttavia non rispettarono le scadenze previste anche a causa delle avverse condizioni atmosferiche danneggiarono seriamente alcuni tratti della ferrovia.
L'inaugurazione fissata al 15 novembre venne ritardata ancora al 27 dicembre anche se la stazione di Moura non era ancora pronta
;le opere di completamento e assestamento della massicciata vennero completate successivamente.

### Ulteriori progetti

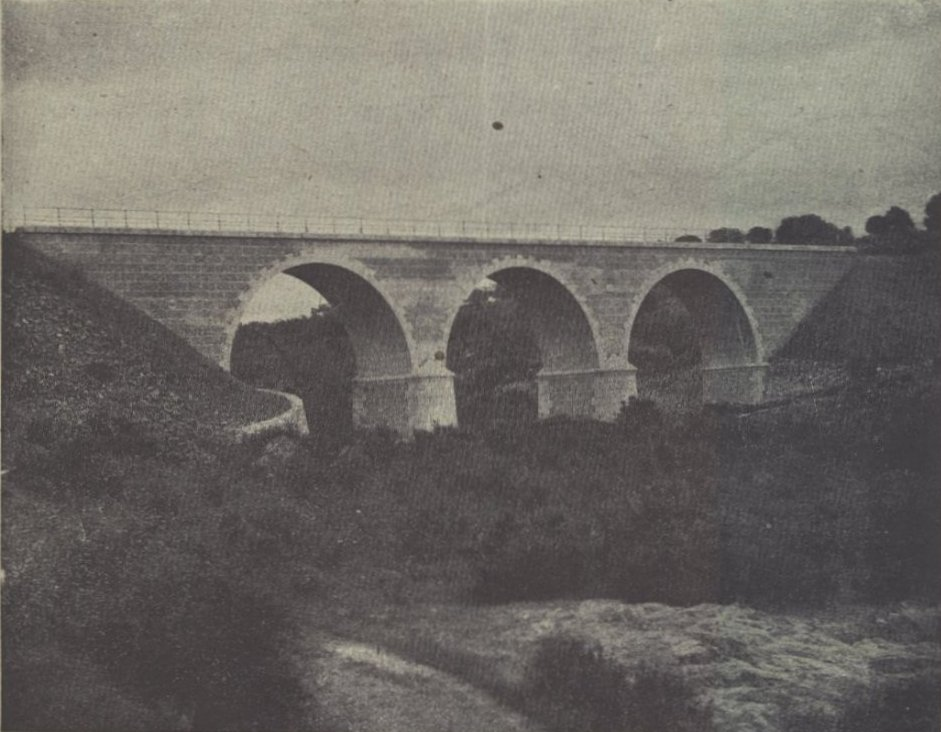
Ponte sulla Ribeira do Enxoé, sulla variante di Serpa

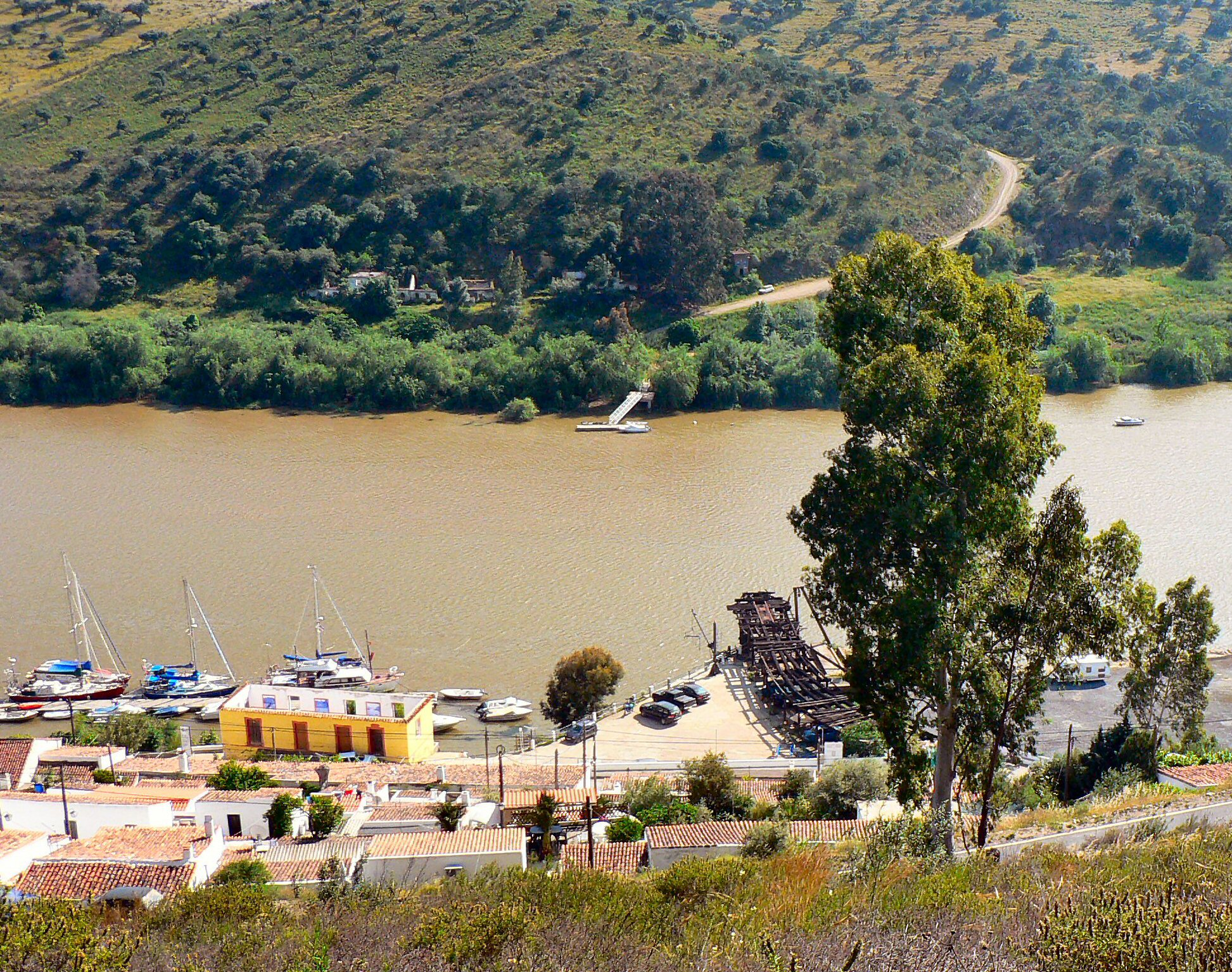
Aldeia de Pomarão e approdo miniere di São Domingos

Nel 1930 il Plano Geral da Rede Ferroviária riprese il progetto della ferrovia del Guadiana tra Évora e Pomarão includendovi il tracciato già esistente Moura-Pias che sarebbe stato decurtato dalla Linha do Sueste nella sua sezione Beja-Pias.
Nel 1939 venne progettata la Variante di Serpa, con un nuovo ponte sul Guadiana, allo scopo di servire meglio la città.

### Declino del servizio
Per far fronte al deficit di esercizio derivante dalla scarsa frequentazione dei treni all'inizio degli anni cinquanta vennero utilizzate automotrici per il trasporto viaggiatori.
La ferrovia di Moura venne chiusa al traffico il 1º gennaio 1990

## Caratteristiche
La ferrovia da Beja a Moura adottava lo scartamento iberico 1668 mm; era a binario unico e lunga circa 60 km. Era inizialmente considerata parte della Rete do Sul e Sueste.
| Unknown route-map component "CONTgq" | Unknown route-map component "STR+r" |  |

| Unknown route-map component "KBHFxe" |

| Unknown route-map component "exCONTgq" | Unknown route-map component "exABZgr" |  |

| Unknown route-map component "exHST" |

| Unknown route-map component "exHST" |

| Unknown route-map component "exHST" |

| Unknown route-map component "exBHF" |

| Unknown route-map component "exHST" |

| Unknown route-map component "exBHF" |

| Unknown route-map component "exLSTR+l" | Unknown route-map component "exSTR" + Unknown route-map component "exLSTRr" |  |

| Unknown route-map component "exhLKRZWae" | Unknown route-map component "exhKRZWae" | Transverse water |

| Unknown route-map component "exLSTR" | Unknown route-map component "exHST" |  |

| Unknown route-map component "exLBHF" | Unknown route-map component "exSTR" |  |

| Unknown route-map component "exLSTR" | Unknown route-map component "exBHF" |  |

| Unknown route-map component "exLSTRl" | Unknown route-map component "exSTR" + Unknown route-map component "exLABZg+r" + Unknown route-map component "exLABZgr" |  |

| Unknown route-map component "exHST" |

| Unknown route-map component "exLCONTgq" | Unknown route-map component "exSTR" + Unknown route-map component "exLSTR+r" |  |

| Unknown route-map component "exBHF" |

| Unknown route-map component "exHST" |

| Unknown route-map component "exHST" |

| Unknown route-map component "exHST" |

| Unknown route-map component "exBHF" |

|  | Unknown route-map component "exLSTRl" | Unknown route-map component "exLCONTfq" |